# Tractat de Mapasingue
El tractat de Mapasingue o tractat Franco-Castilla va ser un tractat de límits entre l'Equador i el Perú, signat pels representants del president peruà Ramón Castilla i l'autoproclamat cap suprem equatorià Guillermo Franco Herrera: Manuel Morales i Nicolás Estrada, respectivament.
Castilla havia iniciat una invasió de l'Equador amb la finalitat d'obligar aquest país a desistir de la seva intenció d'adjudicar terres en disputa a l'Amazonia als creditors anglesos de la independència. Però en 1859, es van conformar quatre governs a l'Equador: un a Quito, al capdavant de Gabriel García Moreno, un altre a Guayaquil, amb Guillermo Franco Herrera, un a Cuenca presidit per Jerónimo Carrión, i un altre, de naturalesa federal dirigit per Manuel Carrión, a Loja.
Castilla en veure que no hi hauria avenços en les negociacions amb Gabriel García Moreno, va iniciar diàlegs amb Guillermo Franco Herrera entrevistant-se tots dos en primera instància en el vapor peruà Tumbes. Després de diversos acords, un exèrcit peruà conformat per 5000 homes va desembarcar en territori equatorià i es va prestar a prendre les hisendes de Mapasingue, Tornero i Buijo el 8 de novembre de 1859. Finalment, els representants de Castilla i Franco van signar el Tractat de Mapasingue, el 25 de gener de 1860.
El tractat es va basar en una interpretació de la reial cèdula de 1802, que va separar la jurisdicció dels territoris orientals de la Presidència de Quito i la va subordinar al Virregnat del Perú. Amb aquesta base, el tractat reconeixia la sobirania peruana sobre les terres que l'Equador pretenia cedir. Després de la signatura, Castilla va tornar al seu país, però la guerra civil a l'Equador va continuar.
Amb el suport de l'expresident i heroi de la independència, el general Juan José Flores, el govern de Quito, presidit per Gabriel García Moreno va derrotar Franco i va entrar a Guayaquil el 24 de setembre de 1860. Immediatament, es va declara invàlid el tractat de Mapasingue, perquè havia estat signat per un usurpador que no exercia el govern nacional, sinó solament una dictadura local a Guayaquil. Al Perú, el congrés peruà no va reconèixer el tractat en 1863, per les mateixes raons, per la qual cosa mai va arribar a ser vigent.